# Coppa d'Austria 2022-2023 (pallavolo maschile)
La Coppa d'Austria 2022-2023, 43ª edizione della coppa nazionale di pallavolo maschile, si è svolta dal 25 ottobre 2022 al 6 febbraio 2023: al torneo hanno partecipato ventisei squadre di club austriache e la vittoria finale è andata per la sesta volta al Tirol.

## Formula
La formula del torneo ha previsto primo turno, ottavi di finale e quarti di finale, semifinali e finale.

## Squadre partecipanti
| - Aich/Dob - Amstetten - ASKÖ Linz-Steg - Bisamberg - Döbling - Graz - Graz II - Hartberg - Hausmannstätten | - Klagenfurt - Leibnitz - Mils - Oberndorf - Perchtoldsdorf - Raiffeisen Waldviertel - Ried - Roadrunners - Sankt Pölten | - Sokol Wien - Supervolley OÖ - Tirol - Vienna hotVolleys - Waidhofen - Weiz - Wiener Neustadt - Wolfurt |

## Torneo

### Tabellone
|  | Ottavi di finale       | Ottavi di finale |  |  | Quarti di finale       | Quarti di finale |            |   | Semifinali             | Semifinali |                        |   | Finale | Finale |  |
|  |                        |                  |  |  |                        |                  |            |   |                        |            |                        |   |        |        |  |
|  | Wolfurt                | 0                |  |  |                        |                  |            |   |                        |            |                        |   |        |        |  |
|  | Hausmannstätten        | 3                |  |  | Hausmannstätten        | 0                |            |   |                        |            |                        |   |        |        |  |
|  | Aich/Dob               | 3                |  |  | Aich/Dob               | 3                |            |   |                        |            |                        |   |        |        |  |
|  | Hartberg               | 1                |  |  |                        |                  |            |   | Aich/Dob               | 2          |                        |   |        |        |  |
|  | Vienna hotVolleys      | 1                |  |  |                        |                  | Tirol      | 3 |                        |            |                        |   |        |        |  |
|  | Tirol                  | 3                |  |  | Tirol                  | 3                |            |   |                        |            |                        |   |        |        |  |
|  | Waidhofen              | 0                |  |  | Ried                   | 0                |            |   |                        |            |                        |   |        |        |  |
|  | Ried                   | 3                |  |  |                        |                  |            |   | Tirol                  | 3          |                        |   |        |        |  |
|  | Raiffeisen Waldviertel | 3                |  |  |                        |                  |            |   |                        |            | Raiffeisen Waldviertel | 0 |        |        |  |
|  | Amstetten              | 2                |  |  | Raiffeisen Waldviertel | 3                |            |   |                        |            |                        |   |        |        |  |
|  | Supervolley OÖ         | 1                |  |  | Weiz                   | 1                |            |   |                        |            |                        |   |        |        |  |
|  | Weiz                   | 3                |  |  |                        |                  |            |   | Raiffeisen Waldviertel | 3          |                        |   |        |        |  |
|  | Bisamberg              | 1                |  |  |                        |                  | Sokol Wien | 0 |                        |            |                        |   |        |        |  |
|  | Sokol Wien             | 3                |  |  | Sokol Wien             | 3                |            |   |                        |            |                        |   |        |        |  |
|  | ASKÖ Linz-Steg         | 0                |  |  | Klagenfurt             | 0                |            |   |                        |            |                        |   |        |        |  |
|  | Klagenfurt             | 3                |  |  |                        |                  |            |   |                        |            |                        |   |        |        |  |

### Risultati

#### Primo turno
| 26 ottobre 2022 Stadthalle, Oberndorf bei Salzburg Durata: 1h:14 - Spettatori: 87       | Oberndorf              | 0 - 3 | Wolfurt           | 23-25, 21-25, 25-27        |
| 6 novembre 2022 Universitätssportzentrum Rosenhain, Graz Durata: 0h:59 - Spettatori: 81 | Graz II                | 0 - 3 | Aich/Dob          | 20-25, 19-25, 17-25        |
| 26 ottobre 2022 Raiffeisen Sportpark, Graz Durata: 1h:16 - Spettatori: 375              | Graz                   | 0 - 3 | Hartberg          | 15-25, 20-25, 24-26        |
| 26 ottobre 2022 Europaschule, Wiener Neustadt Durata: 1h:08 - Spettatori: 32            | Wiener Neustadt        | 0 - 3 | Vienna hotVolleys | 18-25, 24-26, 22-25        |
| 25 ottobre 2022 Sporthalle Waidhofen, Waidhofen Durata: 1h:19 - Spettatori: 42          | Waidhofen              | 3 - 0 | Sankt Pölten      | 25-20, 25-23, 25-22        |
| 26 ottobre 2022 Volksschule Mils, Mils bei Hall Durata: 1h:04 - Spettatori: 30          | Mils                   | 0 - 3 | Ried              | 12-25, 14-25, 17-25        |
| 26 ottobre 2022 Stadthalle Zwettl, Zwettl Durata: 1h:37 - Spettatori: 482               | Raiffeisen Waldviertel | 3 - 1 | Döbling           | 23-25, 25-20, 25-20, 25-19 |
| 26 ottobre 2022 Sporthalle Brigittenau, Vienna Durata: 1h:11 - Spettatori: 90           | Roadrunners            | 0 - 3 | Sokol Wien        | 18-25, 15-25, 23-25        |
| 26 ottobre 2022 Volksschule Südstadt, Maria Enzersdorf Durata: 1h:33 - Spettatori: 70   | Perchtoldsdorf         | 1 - 3 | ASKÖ Linz-Steg    | 20-25, 19-25, 25-23, 24-26 |
| 26 ottobre 2022 Jugend & Familiengästehaus, Leibnitz Durata: 1h:08 - Spettatori: 58     | Leibnitz               | 0 - 3 | Klagenfurt        | 20-25, 14-25, 18-25        |

#### Ottavi di finale
| 13 novembre 2022 Hofsteig Sporthalle, Wolfurt Durata: 1h:06 - Spettatori: 50                             | Wolfurt                | 0 - 3 | Hausmannstätten | 15-25, 16-25, 20-25               |
| 13 novembre 2022 JUFA-Arena, Bleiburg Durata: 1h:48 - Spettatori: 140                                    | Aich/Dob               | 3 - 1 | Hartberg        | 21-25, 33-31, 25-14, 25-20        |
| 13 novembre 2022 Sporthalle Brigittenau, Vienna Durata: 1h:34 - Spettatori: 50                           | Vienna hotVolleys      | 1 - 3 | Tirol           | 25-22, 25-27, 15-25, 17-25        |
| 27 novembre 2022 Sporthalle Waidhofen an der Ybbs, Waidhofen an der Ybbs Durata: 1h:19 - Spettatori: 156 | Waidhofen              | 0 - 3 | Ried            | 20-25, 14-25, 22-25               |
| 13 novembre 2022 Stadthalle Zwettl, Zwettl Durata: 2h:03 - Spettatori: 250                               | Raiffeisen Waldviertel | 3 - 2 | Amstetten       | 25-22, 16-25, 25-19, 23-25, 18-16 |
| 13 novembre 2022 Stadthalle, Steyr Durata: 1h:53 - Spettatori: 80                                        | Supervolley OÖ         | 1 - 3 | Weiz            | 25-20, 19-25, 17-25, 23-25        |
| 18 novembre 2022 Volksschule Bisamberg, Bisamberg Durata: 1h:30 - Spettatori: 57                         | Bisamberg              | 1 - 3 | Sokol Wien      | 18-25, 25-21, 17-25, 16-25        |
| 13 novembre 2022 Georg von Peuerbach Gymnasium, Linz Durata: 1h:05 - Spettatori: 25                      | ASKÖ Linz-Steg         | 0 - 3 | Klagenfurt      | 18-25, 22-25, 14-25               |

#### Quarti di finale
| 8 dicembre 2022 Sporthalle, Hausmannstätten Durata: 0h:55 - Spettatori: 119           | Hausmannstätten        | 0 - 3 | Aich/Dob   | 10-25, 11-25, 22-25        |
| 8 dicembre 2022 Universitäts-Sportinstitut, Innsbruck Durata: 1h:23 - Spettatori: 300 | Tirol                  | 3 - 0 | Ried       | 30-28, 25-19, 25-18        |
| 8 dicembre 2022 Stadthalle Zwettl, Zwettl Durata: 1h:52 - Spettatori: 246             | Raiffeisen Waldviertel | 3 - 1 | Weiz       | 28-26, 25-16, 23-25, 25-22 |
| 8 dicembre 2022 Posthalle, Vienna Durata: 1h:25 - Spettatori: 50                      | Sokol Wien             | 3 - 0 | Klagenfurt | 25-16, 25-20, 25-21        |

#### Semifinali
| 21 dicembre 2022 JUFA-Arena, Bleiburg Durata: 2h:11 - Spettatori: 296      | Aich/Dob               | 2 - 3 | Tirol      | 25-22, 25-22, 24-26, 23-25, 12-15 |
| 21 dicembre 2022 Stadthalle Zwettl, Zwettl Durata: 1h:21 - Spettatori: 248 | Raiffeisen Waldviertel | 3 - 0 | Sokol Wien | 25-22, 25-11, 25-21               |

#### Finale
| 6 febbraio 2023 Universitäts-Sportinstitut, Innsbruck Durata: 1h:35 - Spettatori: 1 050 | Tirol | 3 - 0 | Raiffeisen Waldviertel | 25-18, 25-17, 25-18 |